# جيه.بي بريستلي
جون بوينتون بريستلي (بالإنجليزية: John Boynton Priestley) (13 سبتمبر 1894–14 أغسطس 1984)، المعروف باسم جيه.بي بريستلي، هو روائي وكاتب مسرحي ومذيع إنجليزي.نشر جون 26 رواية، فضلًا عن مسرحيات عديدة منها مسرحية الوردة والتاج.

## حياته وأعماله
يظهر أثر منطقة يوركشير البريطانية التي نشأ فيها جليا في أعماله الأدبية، مثل رواية «الرفقة الطيبة» (بالإنجليزية: The Good Companions) التي اشتهر بها، كما تدور أحداث عدة مسرحيات له حول مفهوم الترحال عبر الزمن الذي طور له بريستلي نظرية جديدة تناولت الزمن وأبعاداً مختلفة تربط بين الماضي والحاضر والمستقبل.
في الحرب العالمية الثانية قدم عام 1940 سلسلة من الأحاديث الإذاعية الدعائية القصيرة بعنوان «الملحق» (بالإنجليزية: The Postscript) ساهمت في رفع معنويات المدنيين البريطانيين في أثناء معركة بريطانيا وحظيت بشعبية واسعة.
كان اسم بريستلي واحدا من عدة أسماء في ما عرف بقائمة أورويل، وهي قائمة أعدها الكاتب المناهض للشيوعية جورج أورويل لقسم البحث المعلوماتي التابعة لوزارة الخارجية، ضمت أسماء من كان يشتبه بتوجهات شيوعية لهم ولا يحبذ استكتابهم لقسم المعلومات.
نشط سياسياً في أعوام ما بعد الحرب واتخذ موقفا ناقديا للحكومة البريطانية لعب دورا في تطور دولة الرفاه.
قاده اهتمامه بمسألة الزمن إلى كتابة مقال مطول ظهر عام 1964 بعنوان «الإنسان والزمن»، بحث فيه في النظريات المختلفة المتعلقة بالزمن، والمفاهيم والمعتقدات المتعلقة وكذلك رؤاه واستنتاجاته المتنوعة، ومنها تحليل للأحلام التنبؤية مبني على عينات من مجموعة كبيرة من الجمهور البريطاني ممن تجاوبوا مع دعوته عبر التلفاز التي وجهها في مقابلة مع برنامج «مونيتور» في هيئة الإذاعة البريطانية عام 1963.
نشر لبريستلي أكثر من مائة عمل أدبي، ضمت 35 رواية و36 مسرحية و40 دراسة ومقالات في النقد والتاريخ والأدب والاجتماع والسيرة، وكانت روايته «الرفقة الطيبة» (بالإنجليزية: The Good Companions) ورصيف آنجل (بالإنجليزية: Angel Pavment) من أكثر الكتب مبيعاً آن صدورها على التوالي في عام 1929 و1930، وترجم عدد كبير من أعماله إلى لغات مختلفة، ومثلت مسرحياته في عدة مسارح في بريطانيا وخارجها.

## وفاته
توفي في 14 أغسطس 1984 بالتهاب رئوي ووري رماده الثرى في بلدة هبرهولم في يوركشاير ديليز.

## تكريم
منحته جامعة برادفورد دكتوره فخرية في الأدب عام 1970، وأُطلق اسمه على مكتبتها التي افتتحت عام 1975،
بعد وفاته أقام له مجلس مدينة برادفورد تمثالًا عند مدخل متحف الإعلام البريطاني.

## ترجمات إلى العربية
- لعنة زحل (بالإنجليزية: Saturn Over The Water)، ترجمة عصام محفوظ، دار الفارابي، 1998[11]
- مسرحية «الحانة»، ترجمة محمود سيف الدين الإيراني[12]

## وصلات خارجية
- جيه.بي بريستلي على موقع IMDb (الإنجليزية)
- جيه.بي بريستلي على موقع الموسوعة البريطانية (الإنجليزية)
- جيه.بي بريستلي على موقع مونزينجر (الألمانية)
- جيه.بي بريستلي على موقع ميوزك برينز (الإنجليزية)
- جيه.بي بريستلي على موقع قاعدة بيانات برودواي على الإنترنت (الإنجليزية)
- جيه.بي بريستلي على موقع قاعدة بيانات برودواي على الإنترنت (الإنجليزية)
- جيه.بي بريستلي على موقع إن إن دي بي (الإنجليزية)
- جيه.بي بريستلي على موقع قاعدة بيانات الفيلم (الإنجليزية)
- سيرة ذاتية مختصرة